# The Indian Queen
The Indian Queen, Z. 630 (en anglès, La reina índia), és una semiòpera en cinc actes, amb música de Henry Purcell. Es va estrenar en el Theatre Royal, Drury Lane de Londres el 1695. La data exacta es desconeix, però Peter Holman suposa que va poder haver-se estrenat al juny, sense la mascarada de l'Acte V, que va haver de completar-se després de la mort de Purcell al novembre pel seu germà Daniel. El llibret és una versió revisada de l'obra The Indian Queen (1664) de John Dryden i Sir Robert Howard. Va ser l'última semiòpera de Purcell.
Com és típic de les semiòperes, es combinen escenes parlades amb peces cantades. L'obra relata els conflictes imaginaris entre els asteques i els inques (fet que és geogràficament absurd, els primers se situaven en el que avui és Mèxic i els segons en el que és Perú, països que no són veïns) i els amors entre la reina dels asteques i el general dels inques.

## Enregistraments
- The Indian Queen Solistes, St. Anthony Singers, Orquestra de cambra Anglesa, dirigida per Charles Mackerras (Decca L'Oiseau-Lyre, 1966)
- The Indian Queen Solistes, Deller Singers, King's Musick, dirigida per Alfred Deller (Harmonia Mundi)
- The Indian Queen Solistes, Cor Monteverdi, Solistes Barrocs Angleses, dirigida per John Eliot Gardiner (Erato, 1980)
- The Indian Queen Solistes, Academy of Ancient Music, dirigida per Christopher Hogwood (Decca L'Oiseau-Lyre, 1995)
- The Indian Queen Solistes, The Purcell Simfony i the Purcell Simfony Voices (Linn, 1995)
- The Indian Queen Solistes, Scholars' Baroque Ensemble (Naxos, 1998)